# Hochstift Lüttich
Das Hochstift Lüttich, auch Fürstbistum Lüttich genannt (französisch Principauté de Liège, wallonisch Principåté d’ Lidje), zeitgenössisch üblicherweise Stift Lüttich, war ein geistliches Territorium des Heiligen Römischen Reiches im heutigen Belgien, bestehend vom Spätmittelalter (14. Jahrhundert) bis 1794/95. Es war der weltliche Herrschaftsbereich der Fürstbischöfe von Lüttich im Gegensatz zum größeren Bereich der Diözese, dem geistlichen Seelsorgebereich des Bistums Lüttich. Seit dem 16. Jahrhundert war das Stift Teil des Niederrheinisch-Westfälischen Reichskreises. Das Hochstift Lüttich war zeitweise das mächtigste geistliche Fürstentum im Westen des Reichs.

## Vorgeschichte
Das Bistum wurde im 4. Jahrhundert in der Stadt Tongern von Maternus gestiftet und im 6. Jahrhundert nach Maastricht verlegt. Erst Bischof Hubertus nahm 720 seinen Sitz in Lüttich. Bereits Karl Martell verlieh dem Bistum Grafschaftsrechte. Otto II. entzog die Besitzungen des Bistums der weltlichen Gerichtsbarkeit.
Mit der Verleihung der Grafschaften Huy und Brunigerode (gelegentlich Grafschaft Hoegaarden genannt) an Bischof Notger (972–1008) wurde die Grundlage zum Aufstieg der Bischöfe zu Reichsfürsten gelegt. Diese Entwicklung vollzog sich während der nächsten 400 Jahre oftmals in Konkurrenz zum Herzogtum Brabant. Weitere Erwerbungen waren der Pagus Hasbania, 1095 zunächst als Pfand das Herzogtum Bouillon und 1366 die Grafschaft Loon. Hinzu kamen auch die Markgrafschaften Franchimont und Condroz. Das Hochstift verlor allerdings 1274 die Grafschaften Montfort und Kessel an das Herzogtum Geldern. Im Jahr 1365 kaufte es den Stammsitz der Herzöge von Bouillon.

## Geschichte

### Innere Strukturen
Gegenüber dem Bischof entwickelte sich das sehr wohlhabende Domkapitel bereits ab dem 11. Jahrhundert zu einem eigenen Stand. Die Stadt Lüttich erlebte durch Handel und Gewerbe einen starken Aufschwung. Das Maasgebiet, zu dem auch das Hochstift Lüttich gehörte, wurde seit dem 14. Jahrhundert zu einem Schwerpunkt der Kupfererzeugung und -verarbeitung. Es entwickelte sich ein bedeutendes Exportgewerbe, während Rohstoffe importiert wurden. Insbesondere in der Herstellung von Geschützen war Lüttich europaweit führend.
Bereits 1196/1198 gewährte Albrecht II. von Cuyk der Stadt Lüttich bedeutende bürgerliche Privilegien. In den Städten Lüttich, Dinant und Huy erlangten die Zünfte seit dem Ende des 13. Jahrhunderts innere Autonomie und eine Beteiligung an der Regierung der Städte. Die Hauptstadt entwickelte sich zur Spitze eines städtischen Landstandes.

### Die XXIII Guten Städte
Zunächst 21, seit 1651 dann 23 sogenannte „Bonnes villes“ (Gute Städte) bildeten den Dritten Stand der Landstände. Seit 1373 entsandten die Guten Städte Vertreter in das „Tribunal des XXII“, bestehend aus vier Kanonikern von Saint-Lambert, vier Rittern und 14 Vertretern der Guten Städte. Man zählte 12 „villes thioises“ (Deutsche Städte, d. h. Städte mit Limburgischer Mundart) und 11 „villes romanes“ oder „wallonnes“ (Wallonische Städte mit französischer Sprache). Das Hochstift Lüttich war in 15 „Quartiers“ oder „Vinâves“ (5 „de banlieue“, 10 „hors-banlieue“) eingeteilt. Die nachstehende Liste der Guten Städte in historischer Reihenfolge verzeichnet diese „Quartiers“ ebenso wie die Anzahl der Mitglieder im „Tribunal des XXII“, dazu die heutige belgische Provinz.
| Stadt                             | Quartier                                                           | Sprache | Tribunal des XXII | heutige Provinz | Wappen                           |
| --------------------------------- | ------------------------------------------------------------------ | ------- | ----------------- | --------------- | -------------------------------- |
| Lüttich (Liège/Luik) [Hauptstadt] | Amercoeur, Avroy, Sainte-Maguerite, Sainte-Walburge, Saint-Léonard | romane  | 4                 | Lüttich         | Wappen der Stadt Lüttich         |
| Tongern (Tongeren/Tongres)        | Hespengau (Hesbaye)                                                | thioise | 1                 | Limburg         | Wappen der Stadt Tongeren        |
| Huy                               | Condroz                                                            | romane  | 2                 | Lüttich         | Wappen der Stadt Huy             |
| Dinant                            | Amont                                                              | romane  | 2                 | Namur           | Wappen der Stadt Dinant          |
| Ciney                             | Condroz                                                            | romane  |                   | Namur           | Wappen der Stadt Ciney           |
| Thuin                             | Entre-Sambre-et-Meuse                                              | romane  | 1                 | Hennegau        | Wappen der Stadt Thuin           |
| Fosses-la-Ville                   | Entre-Sambre-et-Meuse                                              | romane  | 1                 | Namur           | Wappen der Stadt Fosses-la-Ville |
| Couvin                            | Entre-Sambre-et-Meuse                                              | romane  |                   | Namur           | Wappen der Stadt Couvin          |
| Châtelet                          | Entre-Sambre-et-Meuse                                              | romane  |                   | Hennegau        | Wappen der Stadt Châtelet        |
| Sint-Truiden (Saint-Trond)        | Grafschaft Loon (Comté de Looz)                                    | thioise | 1                 | Limburg         | Wappen der Stadt Sint-Truiden    |
| Visé                              | Marquisat de Franchimont                                           | romane  |                   | Lüttich         | Wappen der Stadt Visé            |
| Waremme                           | Hespengau (Hesbaye)                                                | romane  |                   | Lüttich         | Wappen der Stadt Waremme         |
| Borgloon (Looz)                   | Grafschaft Loon (Comté de Looz)                                    | thioise | 1                 | Limburg         | Wappen der Stadt Borgloon        |
| Hasselt                           | Grafschaft Loon (Comté de Looz)                                    | thioise | 1                 | Limburg         | Wappen der Stadt Hasselt         |
| Maaseik                           | Grafschaft Loon (Comté de Looz)                                    | thioise |                   | Limburg         | Wappen der Stadt Maaseik         |
| Bilzen                            | Grafschaft Loon (Comté de Looz)                                    | thioise |                   | Limburg         | Wappen der Stadt Bilzen          |
| Beringen                          | Grafschaft Loon (Comté de Looz)                                    | thioise |                   | Limburg         | Wappen der Stadt Beringen        |
| Herk-de-Stad (Herck-la-Ville)     | Grafschaft Loon (Comté de Looz)                                    | thioise |                   | Limburg         | Wappen der Stadt Herk-de-Stad    |
| Bree (Brée)                       | Grafschaft Loon (Comté de Looz)                                    | thioise |                   | Limburg         | Wappen der Stadt Bree            |
| Stokkem                           | Stokkem                                                            | thioise |                   | Limburg         | Wappen der Stadt Stokkem         |
| Hamont                            | Grafschaft Loon (Comté de Looz)                                    | thioise |                   | Limburg         | Wappen der Stadt Hamont          |
| Peer                              | Grafschaft Loon (Comté de Looz)                                    | thioise |                   | Limburg         | Wappen der Stadt Peer            |
| Verviers                          | Marquisat de Franchimont                                           | romane  |                   | Lüttich         | Wappen der Stadt Verviers        |

Zwei weitere Städte gehörten ebenfalls zum Territorium des Hochstifts Lüttich, hatten aber nicht den Status einer „Guten Stadt“:
| Stadt      | Status                                                                                  | heutige Provinz       | Wappen                      |
| ---------- | --------------------------------------------------------------------------------------- | --------------------- | --------------------------- |
| Maastricht | Kondominium mit dem Herzogtum Brabant und der Republik der Sieben Vereinigten Provinzen | Limburg (Niederlande) | Wappen der Stadt Maastricht |
| Bouillon   | Der Fürstbischof war in Personalunion Herzog von Bouillon.                              | Provinz Luxemburg     | Wappen der Stadt Bouillon   |
Neben dem Domkapitel und den Städten bildete der Adel einen der Landstände. Mit dem Anspruch der Stände auf Mitsprache ging eine Schwächung des Bischofs einher. Bereits seit etwa 1270 kann man im Hochstift Lüttich von einer ständestaatlichen Verfassung sprechen. Seither waren die Landstände regelmäßig an zentralen politischen Entscheidungen, wie zum Beispiel der Erhebung von Steuern, beteiligt. Durch die Beteiligung der Stände wurde das Land selbst jedoch gestärkt. Schon 1213 schlugen Milizen des Landes eine Ritterarmee aus Brabant.

### Konflikt mit Burgund
Im 14. Jahrhundert wurde das Hochstift Fürstentum mit Sitz und Stimme auf dem Reichstag. Es war zeitweise das mächtigste geistliche Fürstentum im Westen des Reiches.
In den Jahren 1313 bis 1364 stammten die Bischöfe aus dem mit Burgund verflochtenen Haus der Grafen de la Marck. In dieser Zeit verstärkte sich ein Trend zur Romanisierung des Hochstifts. Im weiteren Verlauf des 14. Jahrhunderts entwickelt sich ein Gegensatz zum stark expandierenden burgundischen Staat. Dieser hatte 1408 noch den Lütticher Bischof in dessen Konflikt mit der Stadt Lüttich unterstützt. Insbesondere in der Zeit von Karl dem Kühnen wurde Burgund ein Konkurrent des Hochstifts. Im Jahr 1468 wurden das Land von burgundischen Truppen verheert und die Stadt Lüttich verwüstet. Zwischen 1468 und 1477 gehörte das Hochstift vorübergehend zu Burgund. Das Herzogtum Bouillon ging an die Grafen de la Marck verloren.

### Konfessionelles Zeitalter
Nach dem Tod Karls des Kühnen konnte das Hochstift wieder seine volle Souveränität erlangen. Kaiser Karl V. gab dem Stift das verlorenen gegangene Herzogtum Bouillon zurück. Das Hochstift Lüttich gehörte ab 1500 zum Niederrheinisch-Westfälischen Reichskreis.
1559 wurde das Bistum Lüttich aufgrund einer Reorganisation der Diözesen in den damaligen „habsburgischen Niederlanden“ (die heutigen Niederlande, Belgien ohne das Hochstift, Luxemburg und kleinere Teile Nordfrankreichs) auf Betreiben von Spaniens König Philipp II. dem neu gegründeten Erzbistum Mecheln unterstellt. Gleichzeitig wurde die Diözese zugunsten des neu gegründeten Bistums Namur verkleinert, das Hochstift aber nicht in den umliegenden Burgundischen Reichskreis überführt.

### Das Hochstift nach 1648
Der spätere Fürstbischof von Lüttich und Kölner Erzbischof Maximilian Heinrich von Bayern schlug 1649 noch als Koadjutor seines Onkels Ferdinand von Bayern Unruhen in der Stadt Lüttich mit Gewalt nieder. Die bürgerlichen Freiheiten wurden beseitigt und als Herrschaftssymbol eine Zitadelle erbaut. Während des Holländischen Krieges wurde das Hochstift wieder Kriegsschauplatz. In den Jahren 1675/76 war Lüttich französisch besetzt. Obwohl mit dem Königreich Frankreich zu dieser Zeit eng verbunden, musste 1678 auf Druck Frankreichs das Herzogtum Bouillon wieder abgetreten werden. Nach dem Abzug der Franzosen war insbesondere die Stadt Lüttich in ständiger Unruhe, und mehrfach kam es zu Aufständen gegen Maximilian Heinrich. Nach vergeblichen Vermittlungsbemühungen auch des Kaisers brach Wilhelm Egon von Fürstenberg 1684 den Widerstand mit Gewalt. Es konnte eine neue den Bischof begünstigende staatliche Ordnung durchgesetzt werden.
Teilweise in Verbindung mit der französischen Revolution kam es aus Protest gegen das absolutistische Herrschaftssystem des Fürstbischofs Cäsar Constantin Franz von Hoensbroech 1789 zur Lütticher Revolution; diese wurde Anfang 1791 von Truppen im Auftrag des Heiligen Römischen Reiches niedergeschlagen.
Nach der Schlacht bei Fleurus (1794) (26. Juni 1794) besetzte die Französische Republik die südlichen (österreichischen) Niederlande, darunter auch das Bistum.
Im Frieden von Lunéville (1801) wurde es förmlich an Frankreich abgetreten und den Departments Meuse-Inférieure, Ourthe, Sambre-et-Meuse und Jemappes zugeschlagen. Im Jahr 1815 wurde es als souveränes Fürstentum Teil der Vereinigten Niederlande. Nach der Belgischen Revolution kam es 1830/31 an Belgien.

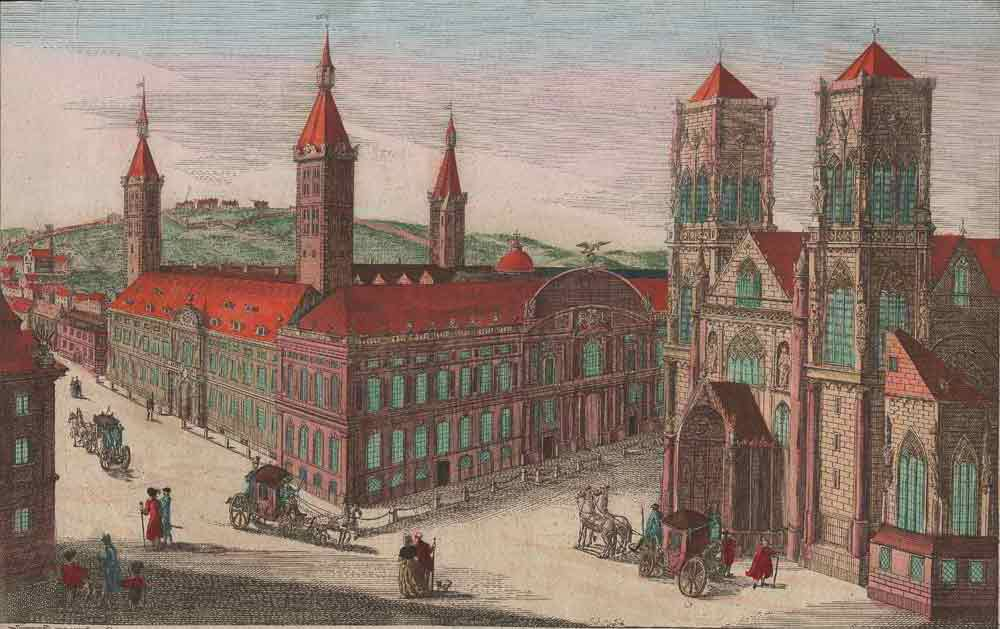
Teilansicht des Fürstbischöflichen Palais und der Lambertuskathedrale (Lüttich)
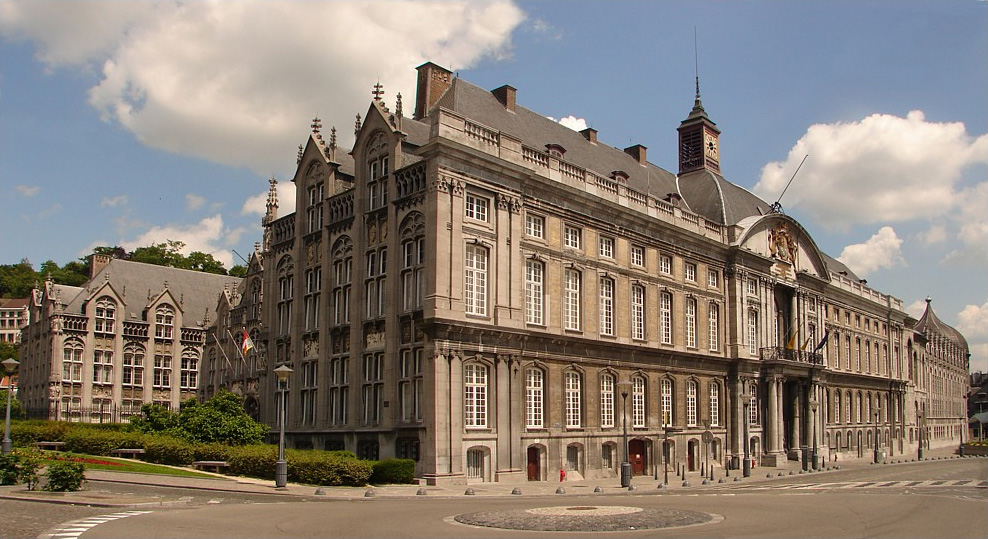
Fürstbischöfliches Palais in Lüttich

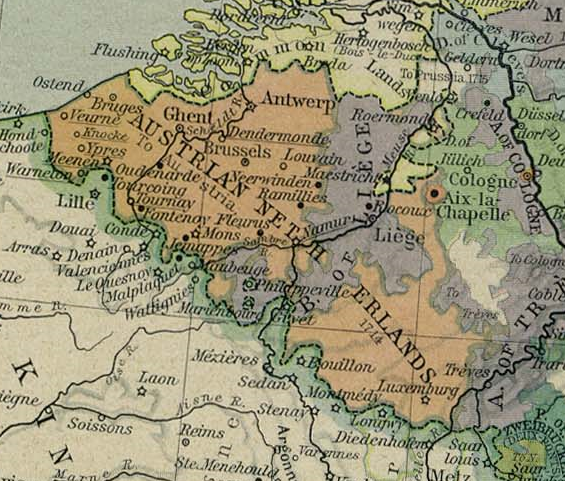
Hochstift Lüttich („Liege“, grau) 1786, umrahmt von den Österreichischen Niederlanden

## Bischofsliste
- Liste der Bischöfe von Tongeren, Maastricht und Lüttich